# Melchor Ordóñez
Melchor Ordóñez y Viana (Málaga, 18 de noviembre de 1811-Madrid, 23 de enero de 1860) fue un político español.

## Biografía
Melchor Ordóñez Y Viana Cárdenas nació el 18 de noviembre de 1811 en Málaga y fue bautizado el 28 de noviembre en la Iglesia de los Santos Mártires. Fue el quinto hijo de Fernando Ordóñez Y Bustillo y Manuela Viana Y Achucarro.
Sus hermanos fueron: Antonia, María Victoria, María Dolores y José Fernando.
El 30 de octubre de 1839, a los 27 años de edad, se casó con Mª Rosalía De Ortega y Ortega (1813) en la Iglesia de los Santos Mártires de Málaga y con la que tuvo 3 hijos: Fernando (1843, Málaga), elmarino y diplomático Melchor Ordóñez y Ortega (1844, Málaga) e Isabel (1852, Madrid).
El año 1845, trabajó de Decano del Colegio de Abogados de Málaga. El 1 de junio de 1847 confeccionó el Primer Ensayo de Legislación Taurina en Málaga. Abogado y cantante aficionado, fue gobernador civil de Valencia en 1850 y ministro de la Gobernación en 1851, con Bravo Murillo.
Fue renombrado abogado y destacado político de tendencia conservadora. Durante cinco mandatos, sería jefe superior político de Málaga y secretario de Estado y del despacho de la Gobernación del Reino. Murió en Madrid el 23 de enero de 1860, con tan solo 49 años de edad.

## Títulos, órdenes y empleos

### Órdenes

#### Reino de España
- Caballero de la Orden de Calatrava.[1][2]
- Caballero de la Orden de Carlos III.[3]
- Caballero Gran Cruz de la Orden Española y Americana de Isabel la Católica.[3]

### Empleos
- Gentilhombre de cámara de S. M. con ejercicio.[3]
- Caballero maestrante de la Real Maestranza de Caballería de Ronda.
- Ministro de Gobernación.[3]